# Зонис, Юлия Александровна
Юлия Александровна Зо́нис — современная русская писательница-фантаст и переводчица. Член Союза писателей Санкт-Петербурга. Представитель «цветной» волны русской фантастики.

## Биография
Родилась в 1977 году в грузинском городе Рустави. До 1992 года жила в Молдавии, после чего переехала в Москву. Училась на биофаках МГУ и Тель-Авивского университета, в аспирантуре института Вейцмана, в лондонском Юниверсити Колледж, в Торонтском университете и ИБХ РАН. В настоящее время живёт в Санкт-Петербурге.
Первые сетевые публикации появились в 2004 году на сайте «Самиздат». В печати дебютировала в марте 2005 года в журнале «Порог» с рассказом «Любовь и голуби». Затем публиковалась в журналах и сборниках. Рассказы Зонис «Дворжак», «Ме-ги-до» и «Гимн уходящим» отмечены премиями «Портал» и «Бронзовая улитка».
Роман «Инквизитор и нифма» стал победителем «Интерпресскона-2012» в номинации «крупная форма» и награждён премией «Серебряная стрела» за лучший мужской образ. В 2013 году Юлия Зонис снова стала лауреатом «Интерпресскона» в номинации «крупная форма», а также премии «Созвездие Большой Медведицы» за роман «Геном Пандоры».

## Особенности творчества
Для соавторских произведений Юлии Зонис характерна склонность к постмодернистским литературным играм, в сольном же творчестве Зонис находится ближе, чем другие представители «цветной волны», к духу и букве классической фантастики, её жанровым канонам. Книги Зонис близки к англо-американской фантастике — как в выборе тем и локаций, так и в соблюдении стандартов развлекательности, предполагающих динамичные сюжеты, сериальность повествования и клиффхангеры для читателя.
Дебютный роман Зонис, «Культурный герой», богат скрытыми цитатами, аллюзиями, словесными играми. Роман состоит из сюрреалистических и абсурдных фрагментов-сценок, представляя собой постмодернистский фантастический текст.
Трилогия «Время Химеры» относится к жанру постапокалиптики, действие в ней происходит после биологической катастрофы. Как профессиональный биолог Зонис хорошо передаёт научные подробности и ловко жонглирует фантастическими штампами, при этом роман содержит и литературные отсылки — в числе прочих на Брэдбери и братьев Стругацких.
Роман «Инквизитор и нимфа» описывает будущее, в котором человечество расселилось по Вселенной, где соседствует с атлантами и лемурийцами. Несмотря на рассеянные по тексту признаки научной фантастики (генетические эксперименты, квантовая запутанность и даже Сингулярность), на передний план в романе выходят гностические мотивы.

## Отзывы
Василий Владимирский назвал «одним из самых ожидаемых романных дебютов 2009 года» роман Юлии Зонис и Александра Шакилова «Культурный герой».
Макс Фрай в послесловии к фрамовскому сборнику «В смысле» пишет о Юлии Зонис: «Она из тех авторов, чьи тексты — очень разные, порой настолько, словно написаны доброй дюжиной незнакомых друг с другом людей». Анонимный критик омского еженедельника «Коммерческие вести», разбирая сборник «Мир фантастики 2010. Зона высадки», особо отмечал юмористический рассказ Юлии Зонис «Зачем собаке пятая нога?»:
Для юмора — загромождённо и невнятно, для постановки проблемы — легковесно и шаблонно. Плюс ряд аллюзий на известные произведения мировой фантастики.
Критик Евгений Пожидаев, пристально следящий за творчеством Зонис, упоминает о её способности «сознательно конструировать мир нового средневековья, показывая его таким, каким он действительно может быть», и «говорить о новом средневековье средневековым языком — не в смысле лексики, а в смысле базового способа восприятия». Пожидаев отмечает тяготение Зонис к пост-постмодернизму, указывая на яркость и многоплановость текста. Портал «Космоопера.ру» считает сборник «Боевой шлюп „Арго“» «довольно удачной попыткой слить воедино дух современной НФ с древнегреческой мифологией».
В обзоре, опубликованном в журнале «Мир фантастики», Елена Кушнир отмечает, что роман «Хозяин зеркал» Юлии Зонис и Екатерины Чернявской содержит большое количество аллюзий, отсылок, реминисценций, интертекстуальных шуток, «подмигиваний реальному миру». В итоге получилась не пародия или «ладная мешанина, а вполне самостоятельный оригинальный мир, которому не вредит и жанровое многообразие: технофэнтези, стимпанк, постапокалипсис и даже любовный роман». Как утверждает Е. Кушнир, «Хозяин зеркал» не зря получил ряд премий: «Среди многочисленных постмодернистских сказок нашей фантастики он занимает особое место. Это стильная, красивая, холодноватая история, выруливающая под конец в абстрактную философию, которая поднимает книгу над развлекательным жанром и намекает на какое-то важное слово. Прелесть (или досада) в том, что каждому читателю придётся самому сложить его из осколков».
Антон Первушин, рецензируя чужую рецензию на «Инвизитора и нимфу» Юлии Зонис, высказался так:
Предмет обсуждения мелковат. При всём уважении к творчеству Юлии Зонис она пока не заслужила того, чтобы её авторские ляпы разбирались столь подробно, многословно, с шутками и прибаутками.

### Книги
- Культурный герой (2009 год, роман; СПб., издательство «Амфора») в соавторстве с Александром Шакиловым
- Дети богов (2010, роман; издательство «Эксмо»)
- Инквизитор и нимфа[15] (2011, роман; «АСТ», «Астрель», «Полиграфиздат»)
- Боевой шлюп «Арго» (2012, авторский сборник, издательство «Астрель»)
- Время Химеры: Геном Пандоры (2012, роман; издательство «АСТ»)
- Хозяин зеркал. Соавтор: Екатерина Чернявская (2013, роман; «АСТ»)
- Биохакер (2013, роман; «АСТ»)
- Скользящий по лезвию (2014, роман; «АСТ»)

### В сборниках серии ФРАМ
- Придёт серенький волчок (микрорассказ) // Уксус и крокодилы. 38 лучших рассказов 2006 года (2007, издательство «Амфора»)
- Боевой шлюп «Арго» // ТриП: Путешествие с тремя пересадками (2007, издательство «Амфора»)
- Агасфер и Жозефина // Русские инородные сказки-5 (2007, издательство «Амфора»)
- Андрей (рукопись, найденная в бутылке) // Книга страха (2007, издательство «Амфора»)
- Тринадцатая ночь // Беглецы и чародеи. 39 лучших рассказов 2007 года (2008, издательство «Амфора»)
- Последний аргонавт // Шкафы и скелеты (2009, издательство «Амфора»)
- Прогулка к Азазелю // Праздничная книга. Июль-январь (2009, издательство «Амфора»)
- Куорт  // Жили-были. Русские инородные сказки-7 (2009, издательство «Амфора»)
- Золотое яблоко // Живые и прочие. 41 лучший рассказ 2009 года (2010, издательство «Амфора»)
- ДКЗУ // Тут и там. Русские инородные сказки-8 (2010, издательство «Амфора»)
- Дело Евы Браун // В смысле (2011, издательство «Амфора»)

### В альманахе «Полдень. XXI век»
- Ме-ги-до (№ 9 за 2008 год)
- Гимн уходящим (№ 5 за 2010 год)
- Ignis fatuus (№ 11 за 2011 год). Соавтор: Ина Голдин

### В других сборниках и журналах
- Шахматная королева // «Хроники миров. Фэнтези» (2007, Харьков, Белгород, Книжный клуб «Клуб семейного досуга»)
- Агасфер и Жозефина // «Аэлита. Новая волна / 003» (2006, издательство «У-Фактория» Екатеринбург)
- Голубок // Журнал «Реальность фантастики» № 3 за 2006 год (ИД «Мой компьютер»)
- Вольсингам и душа леса (повесть). Соавтор: Игорь Авильченко // Сабж по-сицилийски (антология фантастики) (2013, СПб.: Северо-Запад)

### Переводы
- Рассказы «Башня молний» и «Тёмный король» в сборнике «Легенды Ереси» (Серия Warhammer 40,000) 2011
- Рассказы «Жатва Черепов», «Честь злодеев», «Лабиринт» и «Одна ненависть» в сборнике «Герои Космодесанта» (Серия Warhammer 40,000) 2012
- Рассказы «Адова Ночь», «Реликвия», «12 волков», «Возвращение», «Последний воин», «Испытания Воинов-Богомолов», «Сироты „Кракена“» и «Высота Гая» в сборнике «Легенды Космодесанта» (Серия Warhammer 40,000) 2012
- Роман «Ловец душ» (Серия Warhammer 40,000) 2011
- Роман «Кровавый корсар» (Серия Warhammer 40,000) 2012
- Романы Кристины Лорен: «Прекрасный игрок», «Прекрасный подонок», «Прекрасный незнакомец», 2014
- Роман Джеффа Карлсона «Наночума. Проклятая война» (Plague War), 2014
- Новеллизация «Варкрафт» (Warcraft #2: The Official Movie Tie-in Novelisation), автор Кристи Голден. 2016

## Премии
- Рваная грелка, осень 2005 (рассказ «Птицелов»)
- Портал, 2006 (рассказ «Дворжак»)
- Бронзовая Улитка, 2009 (рассказ «Ме-ги-до»)
- Портал, 2011 (рассказ «Гимн уходящим»)[16]
- Интерпресскон, 2012 (роман «Инквизитор и нимфа» и рассказ «Ignis fatuus», написанный в соавторстве с Иной Голдин)[17]
- Серебряная стрела, 2012 (Лучший главный герой. Герой: Марк Салливан, роман «Инквизитор и нимфа»)[18]
- Интерпресскон, 2013 (роман «Геном Пандоры»)[19][20]
- Созвездие Аю-Даг, 2013 (Премия «Созвездие Большой Медведицы», роман «Геном Пандоры»)[21]
- Книга года по версии «Фантлаба» / FantLab’s book of the year award, 2013 // Лучший роман / авторский сборник отечественного автора (роман «Хозяин зеркал»)[22]
- РосКон, 2014. Роман. 3 место («Бронзовый РОСКОН», роман «Хозяин зеркал»)[23]
- Полдень, 2017, в номинации «Малая форма» (рассказ «Семя быстрого человека»)[24].